# 清水吉昌
清水 吉昌（しみず よしまさ、1965年3月7日 - ）は、日本の音楽プロデューサー。株式会社モンスター・レコーズ代表取締役。

## 経歴
- 1989年：東芝EMI株式会社（現・ユニバーサルミュージック合同会社）入社、邦楽宣伝部にてアイドル（本田美奈子、田村英里子など）・ロック（SHOW-YA、ラフィンノーズなど）・ポップス（松任谷由実、薬師丸ひろ子、織田裕二など）のプロモーターを担当。
- 1991年：同社・アーティストのプランナーを担当。世界的インストゥルメンタルアーティストの先駆けとなるcobaなど多数。
- 1995年：同社・制作と宣伝を一体化したチームを設立。（THANX FOR FRIDAY GROUP）渋谷系アーティストを中心にしたレーベル色が特徴。ICE30万枚等。
- 1997年：同社を退職すると同時に、同社と関連会社を設立。(株比率：東芝EMI90％、清水吉昌5％、その他5％)社名をMELODY STAR RECORDSとし、レーベル(ブランド)名をイギリスのヴァージン・レコードから邦楽用レーベルの許可を取得（ヴァージンTOKYO）。制作・宣伝・マネージメントを一貫したシステムが特徴。
- 1998年：DREAMS COME TRUEのレーベル(ヴァージンDCT)を管理運営。VIRGIN ARTIST AUDITIONで鬼束ちひろを発掘。
- 2000年：鬼束ちひろ 2枚目のシングル「月光」がテレビ朝日系ドラマ『TRICK』の主題歌に決定。シングル約60万枚のセールスを記録し、その後アルバム累計150万枚のセールス。
- 2001年：同社を退職し、映像・音楽マネージメント会社（モンスター・レコーズ）を設立。同時に、渡辺音楽出版と共同マネージメントアーティストを開発、
- 2003年：沖縄出身の兄弟4人組ポップダンスユニットbless4が株式会社BMG JAPANよりデビュー。その後2005年に、メンバーの1人AKINOが、テレビ東京系アニメ「創聖のアクエリオン」の主題歌を担当しビクターエンタテインメントよりソロデビュー。
- 2005年：エイベックス・エンタテインメント株式会社の新設レーベル(J-more)レーベルマネージャー。作曲家 鈴木淳プロジェクト・O's(プロダクション尾木)で、第47回「輝く！日本レコード大賞」新人賞、「ベストヒット歌謡祭2005」新人賞、第38回「日本有線大賞」新人賞、第38回「日本作詩大賞」入選を獲得。
- 2007年：株式会社EMIミュージック・ジャパンの新設レーベル（AWAKE SOUNDSレーベル）の設立・運営。ロックではストレイテナー、レゲエではFIRE BALL等の各ジャンルの気鋭アーティストを束ねたレーベルとして業界で話題。
- 2011年：ガールズロックマガジン事務局設立。
- 2013年：音楽サイト運営アドバイザー、プロデュースセミナー
- 2014年：投資家と起業家を結ぶジョインター業
- 2014年：投機会社MMI(株)代表、東京・香港にて活動
- 2015年：MMI(株)を投機グループとし、コンサルティング業務も行う
- 2017年：清水インベスト・グループを設立。
- 2019年：株主優待を中心としたコンサルティング会社を設立。